# Hermundurok
A hermundurok ókori germán nép. A chattusok törzsétől keletre, az agri decumates területétől északkeletre lakott a mai Saale folyó vidékén. Egyes kutatók a türingiaiak nevével (ófrank nyelven: Duringá) hozták kapcsolatba a nevüket. Említi őket Sztrabón, Tacitus, Velleius Paterculus.